# Johann Michael Ladensack
Johann Michael Ladensack (* 1724 in Merseburg; † 10. August 1790 in Altona) war ein  deutscher Spiritualist.

## Leben
Johann Michael Ladensack stammt aus Merseburg, wo er 1724 geboren wurde. Später wirkte er als Schneider und wurde in London mit dem Pietismus vertraut gemacht. Ab 1755 lebte er in Hamburg und hielt in seiner Wohnung Konventikel ab, was als „Herrnhuter Zusammenkünfte“ bezeichnet wurde. Vom Ministerium wurde versucht, etwas dagegen zu unternehmen, zunächst aber erfolglos. Als allerdings diese Konventikel eine solche öffentliche Aufmerksamkeit erregten, dass eine Menschenmenge in Ladensacks Haus eindrang, protestierend, die Konventikel einzustellen, gab er auf. Der Senat befahl ihm und seinem Genossen Johann Gottfried Schuster schließlich am 10. Dezember 1762, zu den häuslichen Andachten, die prinzipiell eigentlich lobenswert seien, keine fremden Personen mehr zuzulassen und zu lehren. Daher zog er von Hamburg nach Altona, wo er jedoch den Bürgereid nicht leisten wollte. Durch Vermittlung des Administrators von Rantzau gestand der König Ladensack das Bürgerrecht aber auch ohne Leisten des Eides zu. Dann hielt Ladensack in seinem Haus in Altona die separatistischen Andachten; es wurde aus dem pietistischen Gesangbuch Stimmen aus Zion gesungen, anschließend hielt er die Ansprache. Auch hielt man das Liebesmahl, das aber später wegen innerer Streitereien nicht mehr praktiziert wurde. Ladensack starb am 10. August 1790 in Altona.
Er war insgesamt nicht besonders kirchenfeindlich, weshalb sich die radikaleren Spiritualisten von ihm trennten und allmählich eigene Gemeinschaften bildeten.